# مسئله قوانینمان
«مسئله قوانینمان» (آلمانی: Zur Frage der Gesetze) مثلی کوتاه از فرانتس کافکا است. این داستان پس از مرگ وی در مجموعه داستان کوتاه دیوار بزرگ چین (آلمانی: Beim Bau der Chinesischen Mauer؛ برلین، ۱۹۳۱) به چاپ رسید. نخستین ترجمه انگلیسی آن از ویلا و ادوین میور توسط مارتین سکر در لندن در سال ۱۹۳۳ به چاپ رسید. این داستان در دیوار بزرگ چین: داستان‌ها و بازتاب‌ها (نیویورک: شوکن بوکس، ۱۹۴۶) جای داشت.